# 469

## Esdeveniments
- Batalla de Déols esdevinguda a la Gàl·lia entre els bretons de Riothamus, aliat de l'Imperi Romà d'Occident contra els visigots d'Euric després de la crida de l'emperador Procopi Antemi per defensar Aquitània.
- La festa de Sant Valentí de Roma es fixa el 14 de febrer